# Spinning Songs of Herbie Nichols
Spinning Songs of Herbie Nichols ist ein Jazzalbum von Simon Nabatov, das am 22. September 2007 im Kölner Loft aufgenommen wurde und im Februar 2012 auf dem Label Leo Records erschienen ist. Bei der live aufgenommenen Musik handelt es sich um Kompositionen von Herbie Nichols, die „die künstlerische Quintessenz von Nichols’ musikalischem Genie verkörpern.“; großteils spielte Nichols die Stücke erstmals 1955 und 1956 mit seinem Trio bei seinen Blue Note-Sessions ein.

## Das Album
Spinning Songs of Herbie Nichols ist Nabatovs sechstes Soloalbum und das zweite auf Leo Records nach Perpetuum Immobile (aufgenommen 2000), welches Eigenkompositionen enthielt, die von europäischen Komponisten (Rachmaninow, Stravinsky, Schnittke, Messiaen und Stockhausen) beeinflusst waren. Das 2007 eingespielte Album hingegen besteht in gewisser Hinsicht aus Standards, wie schon das 2005 für ACT eingespielte Album Around Brazil. Bei Spinning Songs of Herbie Nichols handelt es sich ausschließlich um Kompositionen des amerikanischen Pianisten Herbie Nichols, dessen jazzhistorische Bedeutung „als Bindeglied zwischen Thelonious Monk und Cecil Taylor“ erst durch die Aktivitäten etwa von Misha Mengelberg/Han Bennink, Roswell Rudd, Duck Baker und der Kooperative The Herbie Nichols Project um Frank Kimbrough und Ben Allison ab den 1980er Jahren wahrgenommen wurde.
Der Titel des Albums spielt auf die Nichols-Komposition The Spinning Song an, die der Pianist im April 1956 in Triobesetzung mit dem Bassisten Teddy Kotick und dem Schlagzeuger Max Roach für Blue Note Records (BN 1919) eingespielt hatte und die auch Nabatov interpretierte.

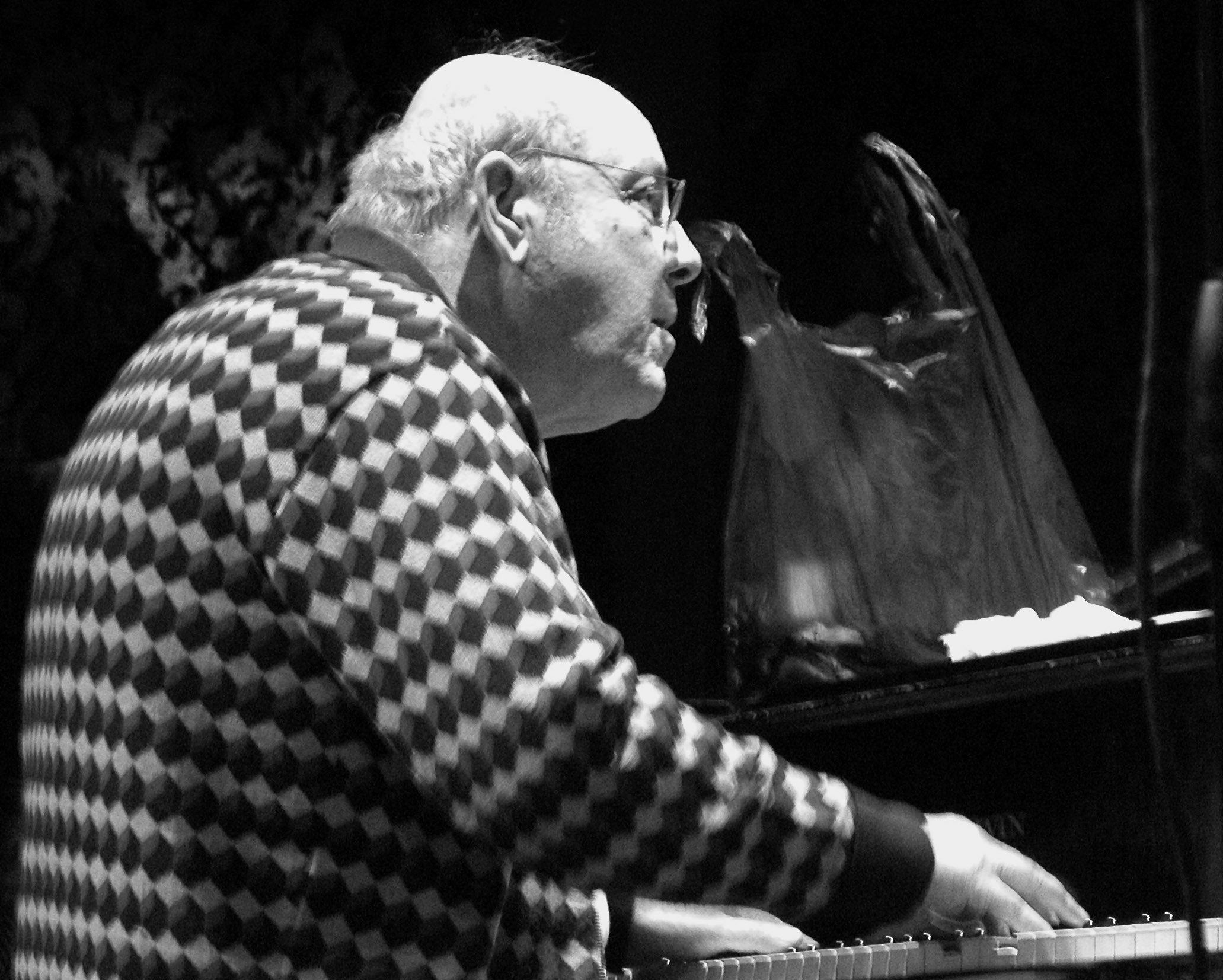
Misha Mengelberg

Nabatov wurde auf Herbie Nichols’ Kompositionen erst aufmerksam, als er Mengelbergs und Roswell Rudds Interpretationen während seines Studienaufenthaltes in den 1980er Jahren in New York City gehört hatte.
„Die ungewohnte Kombination aus abgefahrenen Humor, verdrehten formalen Abläufen, die Nebeneinanderstellung raffinierter europäischer Harmonien (Satie oder Bartók) und die rhythmischen Empfindsamkeiten, die auf die Karibik und Afrika zurückgreifen – all dies war für Nabatov sehr reizvoll – und ist es in der Tat immer noch. Obgleich er schon bald die meisten der (damals) bekannten Titel lernte, sie öffentlich vortrug und besonders in der konzentrierten Form eines Solokonzerts, ist dies eine neue Entwicklung in seinen Aktivitäten.“
Nabatov begann die von Mengelberg im Quintett gespielte Musik der beiden Alben Regeneration (1983) und Change of Season (1986) zu transkribieren; später nahm er den Nichols-Titel 117th Street auf dem Duo-Album Starting a Story (2002, mit Nils Wogram) und auf dem Trioalbum Autumn Music (2004) mit Ernst Reijseger und Michael Vatcher seine erste Version von Lady Sings the Blues auf, den bekanntesten Titel aus dem Werk von Nichols, seitdem Billie Holiday seine Melodie Serenade betextet hatte.
Zu den von Nabatov ausgewählten Titeln gehört neben Lady Sings the Blues die auf das Jahr 1947 zurückgehende Komposition The Third World außerdem eine der Kompositionen, die Herbie Nichols selbst nicht einspielte, Twelve Bars, Nabatov aber durch das Mengelberg-Album Regeneration bekannt war. „Der im Stride-Piano-Stil interpretierte Song endet abrupt, frühzeitig, wie Nichols’ Leben, aber ohne die Traurigkeit darüber“.
Stuart Broomer schrieb resümierend in den Liner Notes des Albums:

“There is something very special in the way that music and musicians, Nichols and Nabatov, seem to be reaching out to one another here, to be sharing divergent legacies and oddly complementing one another. Nabatov offers profoundly personal solo playing here, alive to the past and future and the mutating nuance, deeply reflective work that seems to reach through timelessness and time to revision Nichols’ work and to embody something of Nichols’ own original vision.”

2009 trat Simon Nabatov mit seinem Herbie-Nichols-Programm im Kölner Loft auf dem Plushmusic Festival auf, dokumentiert auf der 2010 erschienenen DVD Simon Nabatov Plays Herbie Nichols.

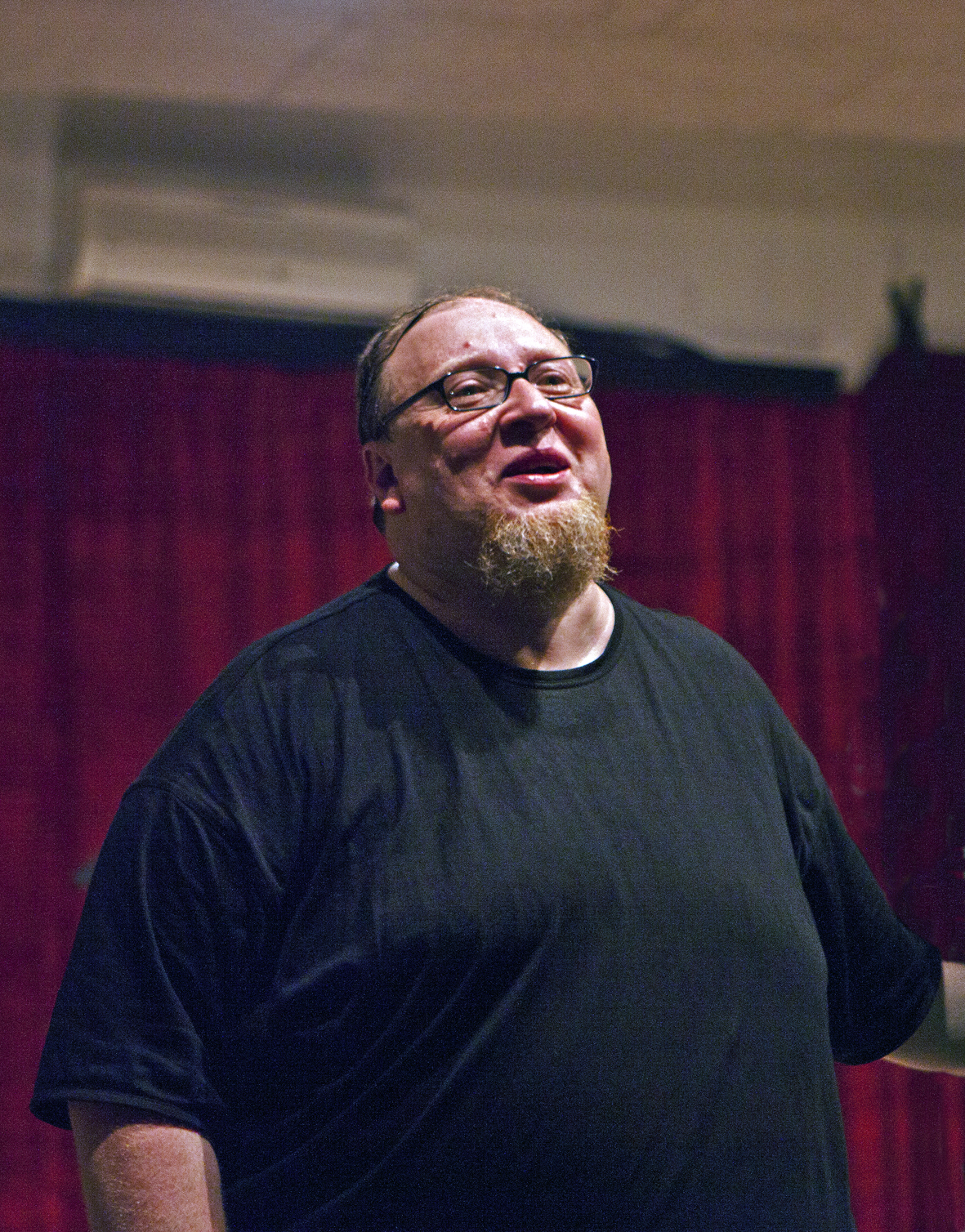
Simon Nabatov im Loft, Köln, 2010

 Nabatov meinte zu der zweiten Einspielung:

„Die zweite Aufnahme ist irgendwie prägnanter, bisweilen ‚jazziger‘ und vielleicht glatter, wenn man so will, denn ich kannte bereits die Wege, nicht im Sinne einer müden Routine (nicht nach erst einem Konzert seitdem), die ich seitdem gegangen bin, wenngleich erst einmal.“

## Die Titel
- Simon Nabatov – Spinning Songs of Herbie Nichols (Leo Records CD LR 632)[15]

1. 2300 Skiddoo – 8:59
2. The Spinning Song – 13:08
3. Blue Chopsticks – 5:59
4. Lady Sings the Blues – 9:41
5. Sunday Stroll – 8:37
6. The Third World – 8:00
7. Terpsichore – 7:10
8. Twelve Bars – 2:15

Alle Kompositionen stammen von Herbie Nichols.

## Rezeption des Albums
Der Kritiker Glenn Astarita schrieb zu Nabatovs Album in All About Jazz:

„Als heroldhafter Außenseiter, gewährt der russische Pianist Simon Nabatov eine persönliche Auswahl aus der Diskographie des legendären Jazzpianisten Herbie Nichols. Hier zeigt Nabatov, der als Solist spielt, die gewohnt kreativen Funken während dieser Zwiesprache und Erforschung von Nichols’ häufig übersehenem Werk. Indem er Versatzstücke von traditionellem Jazz mit strengem Klassicismen, Bop, Worldbeat-Grooves und mehr verbindet, betont der Pianist gebührend Nichols’ verzwickten rhythmischen Ansichten. Nabatov reißt dessen Kompositionen ganz und gar ein und baut die verschiedenen Melodien und Strukturen neu auf. Mit aufblühenden Kadenzen, vertrackten Harmonien und einer Menge expressiver Gebilde, sorgt der Künstler für ein hohes Maß an Interesse. In The Spinning Song drückt er großartige Sensibilität aus, spannt aber in manchen Passagen auch einige Muskeln. Ganz mit ausgelassenen Progressionen, versponnenen Noten und atemberaubenden Kontrasten, mischt der Pianist nahtlos Pech und Schwefel in bluesige Statements und energische Cluster. Nabatov erforscht eine Füller rhythmischer Variationenen and spielt zur rechten Zeit in Freiräumen herum, aber beendet das Stück mit einem Fiepen, wie um auszudrücken, dass der Tank fast leer ist. Dennoch schöpft er eine Kavalkade an Weltanschauungen aus und spielt mit Schnellgang, wie um die gemäßigten Momente mit Mitleid und Haltung zu kompensieren.“

„A heralded outsider, Russian pianist Simon Nabatov imparts a personal spin on a selection of legendary jazz pianist Herbie Nichols’ discography. Here, Nabatov performs solo, exuding his habitual creative sparks during these interrogations and investigations of Nichols’ often-overlooked body of work. Featuring integrations of traditional jazz applications with austere classicism, bop, world-beat grooves and more, the pianist duly underscores Nichols’ knotty rhythmic persuasions.
Throughout, Nabatov tears down these compositions and re-engineers the various melodies and structures. With flourishing cadenzas, trickling harmonics and a host of expressive formations, the artist sustains a high-level of interest. On The Spinning Song, he conveys great sensitivity yet flexes some muscle during various passages. Complete with rollicking progressions, spinning notes and haunting contrasts, the pianist seamlessly melds a fire and brimstone outline into bluesy statements and energized chord clusters. Nabatov explores an abundance of rhythmic variations and tinkers with the free-zone in spots, but closes the piece on a whimper, as if to suggest the gas tank is on empty. Indeed, he exhausts a cavalcade of ideologies, running on overdrive to offset the temperate moments with compassion and poise.“

Phil Johnson meinte im Independent, Nabatov spiele die acht Nichols-Stücke „mit der erklärten Absicht, sich selbst zu überraschen, indem er sich nicht vorher festlegte, wohin Anfänge führen.“ Das Resultat sei „eine großartig polternde, wie verrückt synkopierte Improvisation, wo die das Skelett der Originale durchscheint.“
Matthias Mader schrieb zu Spinning Songs:

„Das ist eine der kunstvollsten Piano-Jazz-Platten nicht nur der letzten Zeit, sondern überhaupt. Hier treffen zwei Größen aufeinander: Ein genialer Komponist und ein schöpferischer Pianist. Denn Nabatov führt vor, was in der Musik Herbie Nichols drin steckt. Und was ihm dazu einfällt — die Grenzen sind sehr, sehr fließend. […] Immer aber gilt dabei: Nabatov pflegt einen sehr freien Umgang mit der Musik Herbie Nichols. Er denkt sie weiter, entwickelt sie spielend weiter — so dass das am Ende eben durchaus eine echte Nabatov-CD ist.“

Hans-Jürgen von Osterhausen schrieb in Jazz Podium: „Und wer könnte besser als er die Tradition des Jazz mit der Zeitgenössischen Musik in Nichols’ Sinn verbinden? […] Simon Nabatov ist die Einspielung eines ganz besonderen Werkes gelungen, die auch seine überwältigenden Qualitäten als Interpret zeigt.“
Steve Holtje befand, dass Nabatov klar die Kraft von Nichols’ Kompositionen aufgreife. Es sei das erstaunlichste Tributalbum über einen Jazzmusiker seit Giorgio Gaslinis Ayler’s Wings (Soul Note) zwanzig Jahre zuvor.